# Léon Morillot
 (novembre 2021).
Si vous disposez d'ouvrages ou d'articles de référence ou si vous connaissez des sites web de qualité traitant du thème abordé ici, merci de compléter l'article en donnant les références utiles à sa vérifiabilité et en les liant à la section « Notes et références ».
Pour les articles homonymes, voir Morillot.
Léon Morillot est un homme politique français né le 19 juillet 1838 au château d'Étrepy (Marne) et décédé le 20 octobre 1909  au château de Bussemont à Saint-Lumier-la-Populeuse (Marne).

## Biographie
Fils d'un ingénieur des mines, directeur de la Compagnie des mines de houille de Roche-la-Molière et de Firminy, Léon Morillot appartient par sa mère à la famille de Chavigné, l'une des plus anciennes du Perthois.
Lauréat du concours général en 1856, docteur en droit, il est auditeur au Conseil d’État, en 1867.
Léon Morillot remplit successivement les fonctions de sous-chef du service des sections étrangères à l'Exposition universelle de Paris en 1867, puis de secrétaire adjoint de la commission française à l'Exposition d'Amsterdam, en 1869 ; enfin, de secrétaire à la commission d'enquête sur le régime économique de la France, en 1870.
En 1870, il est engagé dans les Mobiles de la Seine, il est chef adjoint du cabinet du ministre de l'Instruction publique, Jules Simon.

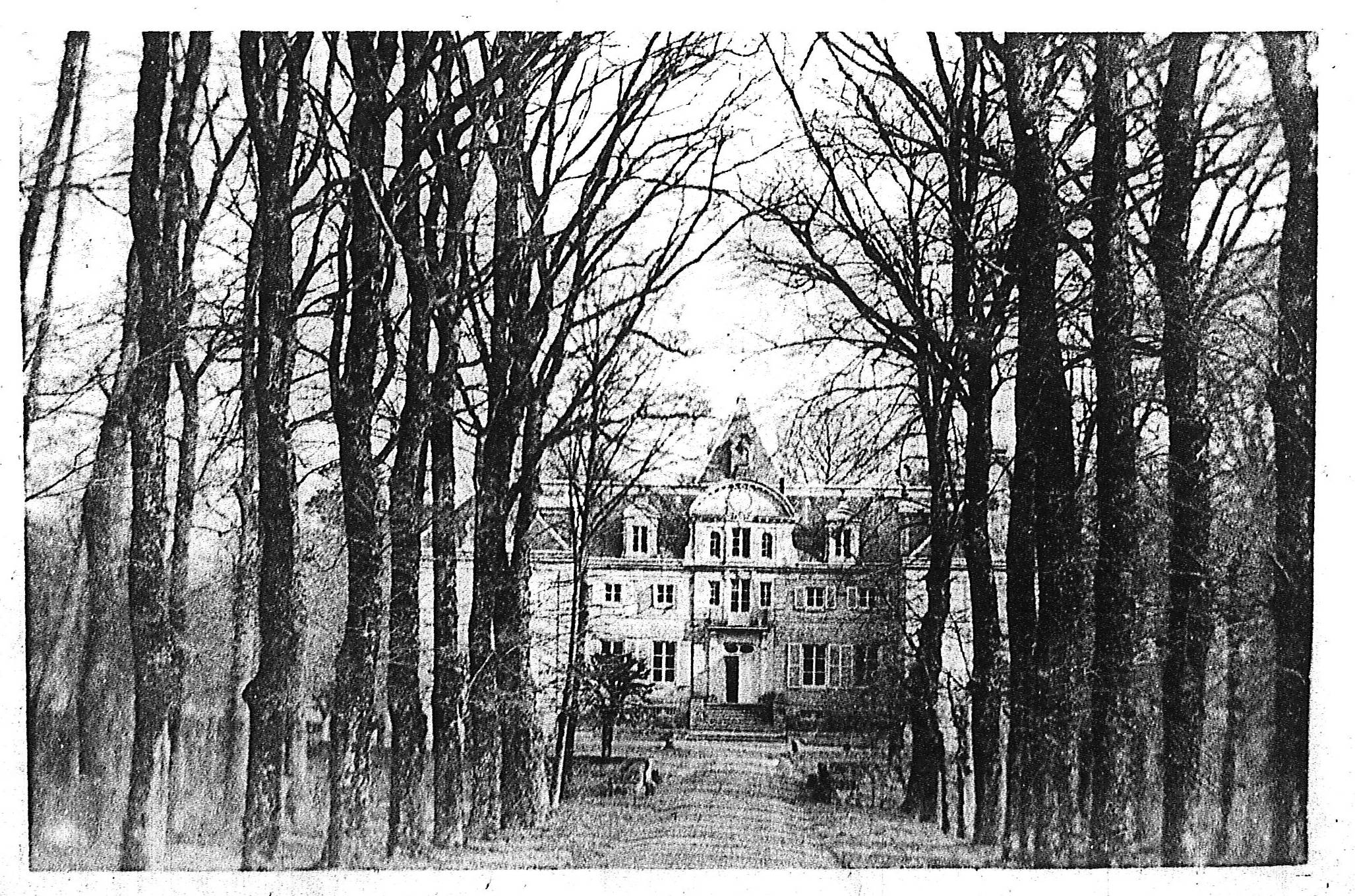
Château de Bettancourt, propriété de M. Léon Morillot, commune de Bettancourt-la-Longue

Après la guerre, il s'installe dans la Marne où il était propriétaire du château de Bussemont et se consacra à l'exploitation de son vaste domaine de Heiltz-le-Maurupt, devenant maire en 1874 de Saint-Lumier-la-Populeuse et conseiller général du Canton de Thiéblemont-Farémont, en 1886.
C'est dans cette commune que naissent ses 6 enfants, Jeanne Françoise en 1876, Adrien en 1877, Octave en 1878, Claudiane en 1880, Noëlle en 1882 et Roland en 1885.
Il est également administrateur de la compagnie des Mines de Roche-la-Molière et Firminy, dont son père fut longtemps directeur.
Il se présente aux élections législatives du 22 septembre 1889 dans la circonscription de Vitry-le-François où il fut élu au premier tour de scrutin face à Paul Guyot, candidat radical. Aux élections générales du 20 août 1893 fut réélu au second tour de scrutin, le 3 septembre 1893, toujours dans la circonscription de Vitry-le-François face à Charles Tantet, maire du 3e arrondissement de Paris, radical. Au renouvellement législatif du 8 mai 1898 il s'opposa à nouveau à Tantet qu'il battit encore, au second tour de scrutin, .
Il est député de la Marne de 1889 à 1902, siégeant au groupe des Républicains progressistes.

## Œuvres
- De la condition des enfants nés hors mariage en Europe et spécialement en France, dans l'antiquité, au moyen âge et de nos jours, par Léon Morillot, A. Durand (Paris), 1865 sur Gallica

## Pour en savoir plus